# Gorilla beringei graueri
Gorille de Grauer
Sous-espèce
Statut de conservation UICN

CR : 
En danger critique
Le Gorille des plaines orientales, Gorille des plaines de l'Est
 ou Gorille de Grauer (Gorilla beringei graueri) est un gorille, un primate africain de la famille des hominidés. Il est endémique de l'Est de la République démocratique du Congo et très fortement menacé d'extinction. C'est, avec Gorilla beringei beringei, une des deux sous-espèces du Gorille de l'Est (Gorilla beringei).

## Description
Il mesure, corps et tête, entre 150 et 170 cm. La femelle pèse 80 kg et le mâle 170 kg.

## Menaces et conservation
Le gorille des plaines orientales, le gorille des montagnes et le gorille de la rivière Cross sont 3 des 16 taxons de primates d'Afrique qui ont été inclus entre 2000 et 2020 dans la liste des 25 primates les plus menacés au monde : le gorille des plaines orientales est présent dans cette liste en 2010, 2012, 2014 et 2016.